# Fjernkøling
Fjernkøling er et system til at producere kold luft til bygningers airconditionanlæg. Produktionen foregår centralt i modsætning til de små, lokale aircondition-anlæg, som i dag er mest udbredt. Fjernkøling kan sammenlignes med fjernvarme – dog med omvendt fortegn, dvs. der leveres koldt vand til bygninger via et rørsystem i vejene, som det kendes fra fjernvarme.  I ejendommene hvor fjernkølingen anvendes, veksles det kolde vand til ejendommens airconditionanlæg via en varmeveksler. 
Således kan alle ejendomme med minimale ombygninger anvende fjernkøling, og det er fortsat kold luft der anvendes inde i ejendommen til at afkøle lokalerne. Vandet i rørsystemet i vejen nedkøles centralt og sendes gennem rør ud til kunderne. Fordi kølingen, der kan bruges både til processer og komfortkøl, produceres centralt, er effektiviteten større end lokale små anlæg. Desuden anvender fjernkøling ofte fx havvand eller grundvand til ”frikøling” for dermed at opnå en mere miljøvenlig køleproduktion end  el-drevne anlæg, der anvender luft som ”frikøling”. Koldt vand er langt mere effektivt til at lede varme væk end luft, og derfor er havvand eller grundvand afgørende for at fjernkøling er mere miljøvenligt end lokale anlæg. 
Potentialet for fjernkøling er stigende i Danmark. På trods af det milde klima anvendes køl, udover som komfortkøl (almindelig aircondition), også til proceskøl i fx serverrum. 
Fjernkøling beskrevet i syv trin: 
1. Koldt havvand hentes op til kølecentralen.
2. I centralen afgiver havvandet kulde ved hjælp af en veksler til forsyningsnettet.
3. Forsyningsledningerne under vejen sender det afkølede vand ud til kunderne.
4. I bygningerne er forsyningsledningerne forbundet med en lokal veksler, der overfører kulden til kundens airconditionanlæg.
5. Fra kølecentralen sendes havvandet retur, efter det har afgivet kulde til forsyningsnettet via centralens veksler
6. Hos kunderne sendes det opvarmede vand ligeledes retur til kølecentralen efter kulden er afgivet til bygningens airconditionanlæg.
7. Herefter afkøles det opvarmede vand fra bygningerne igen med nyt koldt havvand.

## Produktionsmetoder
Produktionen af fjernkøling kan foregå på flere forskellige måder: 
1. Frikøling, hvor kulden produceres ved hjælp af fx koldt havvand – i København hentes vandet fra Københavns Havn.
2. Absorptionskøling, hvor kulden produceres ved hjælp af havvand og damp fra fjernvarmenettet.
3. Kompressorkøling, hvor kulden produceres ved hjælp af eldrevne kølekompressorer. Havvand bruges i den forbindelse til at køling af kondensatoren.

I Københavns Kommune har fjernkøling været anvendt siden 2009 og i hovedstaden findes der nu to fungerende forsyningscentraler, som forsyner en række ejendomme, der bruges til en række forskellige erhvervsformål med miljøvenlig køling.